# Chó Bắc Hà
Chó Bắc Hà là một trong bốn loại chó đặc biệt của Việt Nam ("tứ đại quốc khuyển") (bao gồm chó Bắc Hà, chó Phú Quốc, chó H'Mông Cộc và Dingo Đông Dương). Đây là một giống chó nguyên thủy, chủ yếu được tộc người H'Mông sống ở miền Bắc Việt Nam nuôi làm chó săn và canh giữ nhà cửa, đặc biệt nhiều ở huyện Bắc Hà và huyện Si Ma Cai của tỉnh Lào Cai. Mặc dù không được công nhận bởi tổ chức FCI, nhưng giống chó này vẫn được Hiệp Hội Những Người Nuôi Chó Giống Việt Nam công nhận.

## Lịch sử

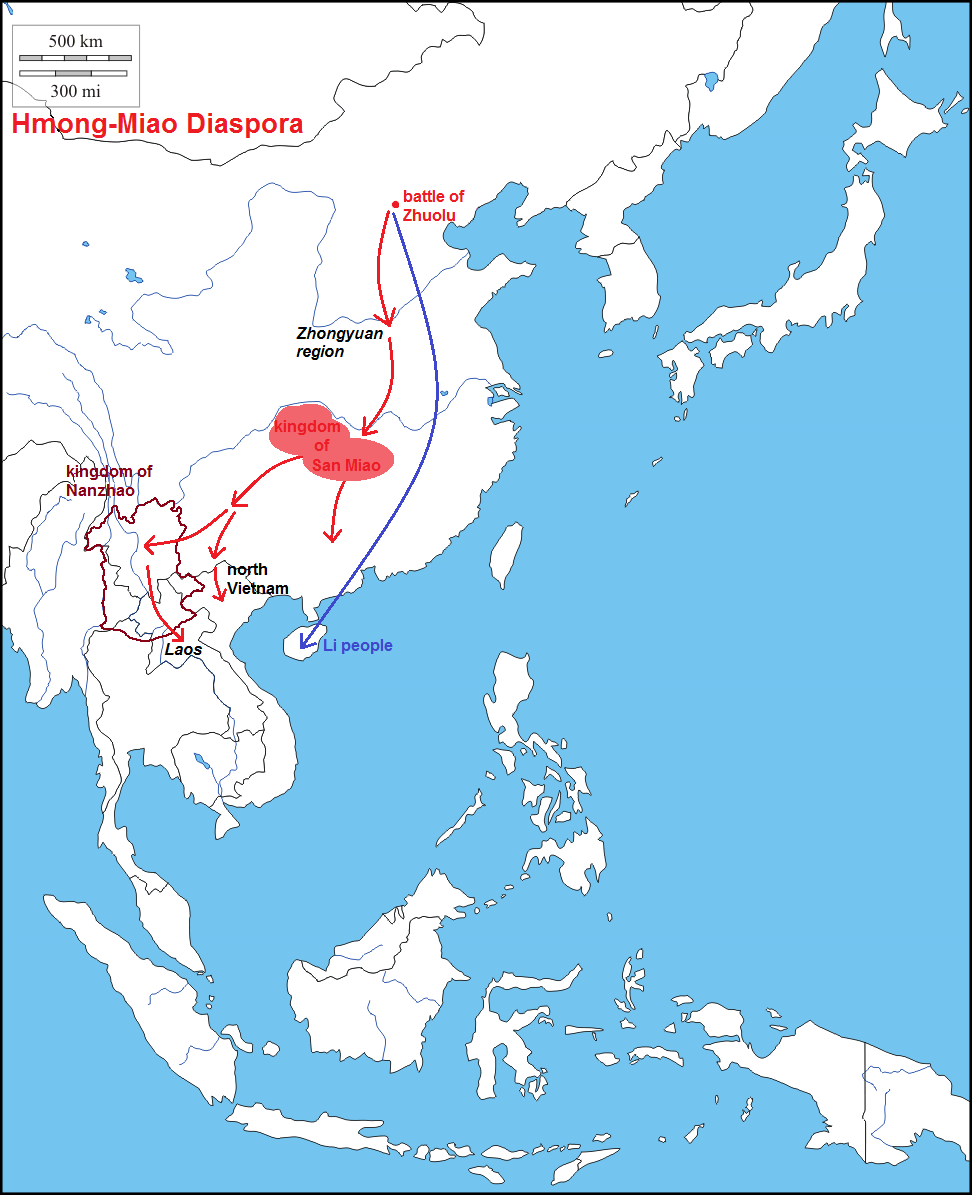
Các con đường di cư của người H'Mông

Phần lớn lịch sử của giống chó Bắc Hà chỉ là các suy đoán và giả thuyết. Hiện nay người ta cho rằng chúng là hậu duệ của những giống chó miền núi, sở hữu một bộ lông dày, sống ở phía Nam Trung Quốc, từng đồng hành cùng những người H'Mông trong các cuộc di dân đến Việt Nam. Tổ tiên của tộc người H'Mông đến từ khu vực sông Hoàng Hà, Trung Quốc. Người H'Mông đã phải chịu đựng sự đàn áp đến từ nhà Thanh vào thế kỷ XVIII và XIX, nhiều người đã chạy trốn đến khu vực vùng núi phía bắc Việt Nam.
Dựa trên một truyền thuyết của người H'Mông, sau khi di cư đến khu vực tỉnh Lào Cai, một con sói lửa đã chạy từ trên núi xuống và giao phối với những con chó cái đi cùng với người H'Mông, sau đó chúng sinh ra những con chó có bộ lông màu đỏ với tính cách hoang dã và đặc biệt hung dữ. Những con chó này chính là những con chó Bắc Hà đầu tiên.
Vào tháng 10 năm 2020, một con chó Bắc Hà tên là "Sói" đã giành chiến thắng trong Cuộc thi Chó bản địa Việt Nam – Vietnamese Native Breeds Championship Dog Show.

## Đặc điểm

### Ngoại hình
Chó Bắc Hà là một giống chó có kích cỡ cơ thể ở mức trung bình. Một con chó đực trưởng thành có chiều cao khoảng 52–58 cm (20–23 in) nếu tính đến vai, có cân nặng khoảng 22–28 kg (49–62 lb). Chó cái thường nhỏ hơn một chút, chúng có chiều cao khoảng 50–56 cm (20–22 in), có cân nặng khoảng 18–24 kg (40–53 lb). Chúng có một hộp sọ lớn, tròn với trán phẳng và rộng. Tai của chúng có hình tam giác với góc bo tròn và cụp xuống. Mắt của chúng có hình quả hạnh nhân, tròn và có viền dày. Giống chó này có hai lớp lông, thường có màu vàng nâu, nâu sẫm, đen hoặc trắng. Lông của chúng còn tạo thành một lớp bờm bao quanh cổ và vai, đuôi có nhiều lông và xù lên.

### Tính cách
Giống với các giống chó săn và làm nhiệm các nhiệm vụ canh giữ, chó Bắc Hà rất trung thành và sẽ sẵn sàng bảo vệ cho các thành viên trong gia đình. Chúng rất thông minh và có thể tuân thủ mệnh lệnh một cách rất nhanh và chính xác.

## Một số hình ảnh về chó Bắc Hà

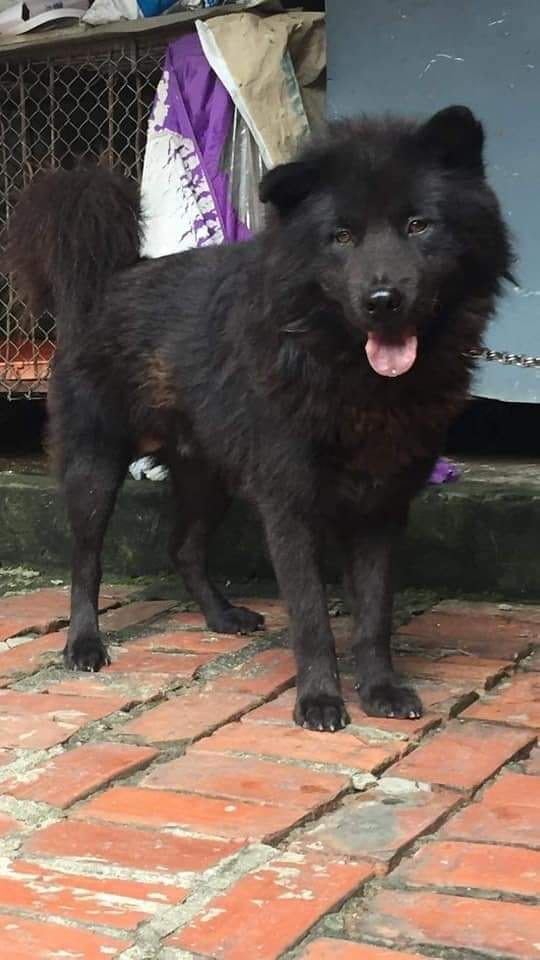
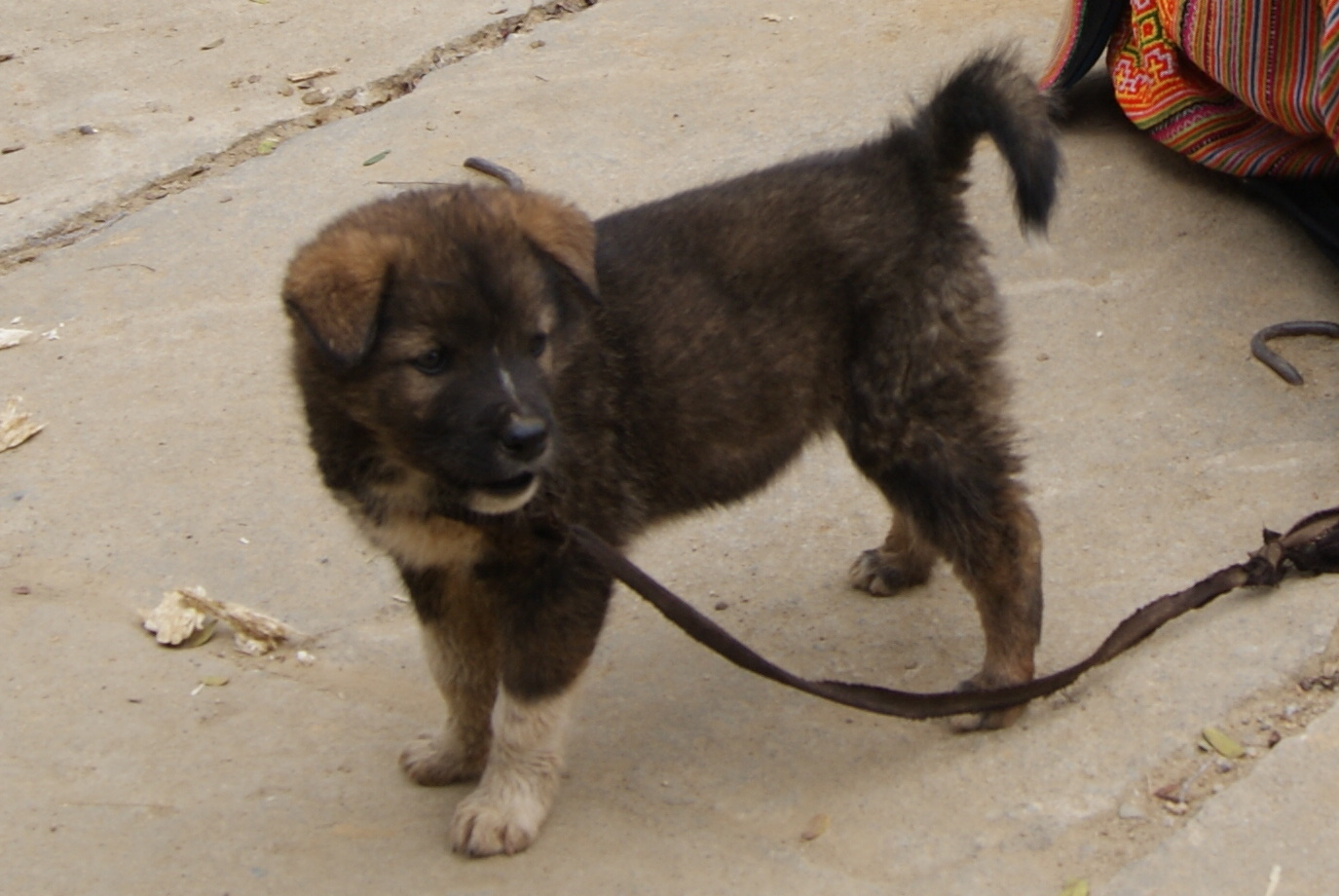
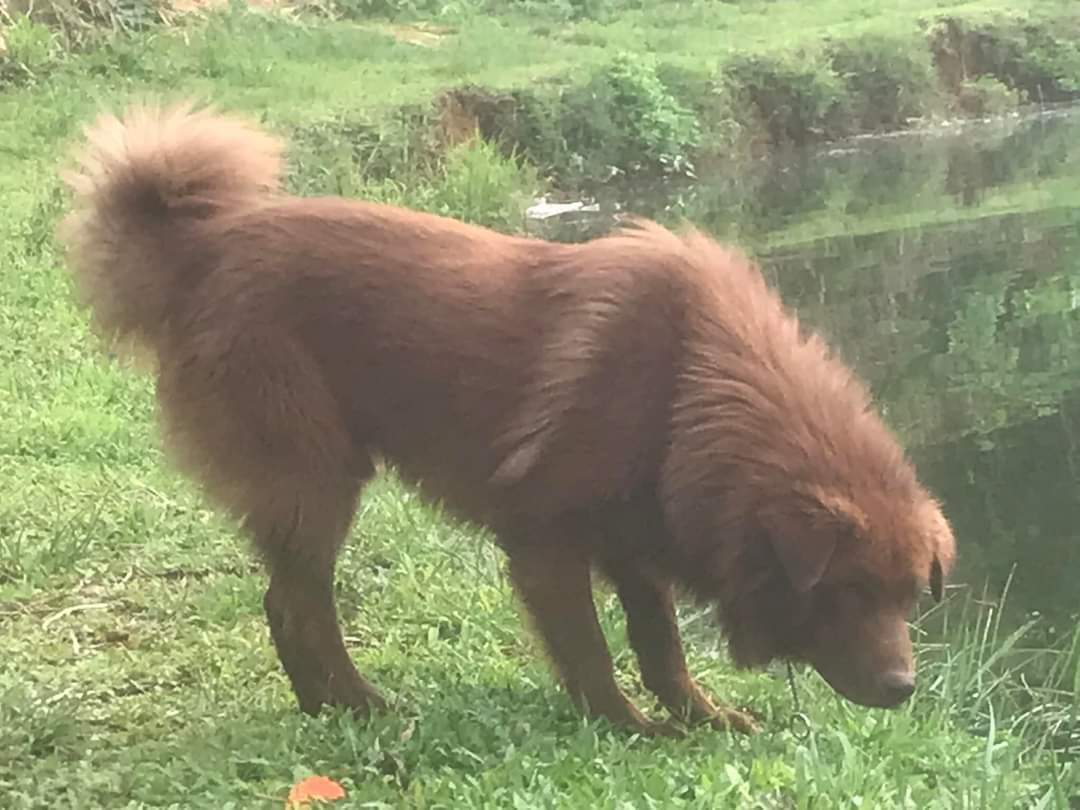